# ثوم نيلي فاتح
ثوم نيلي فاتح (الاسم العلمي: Allium caeruleum) هو نوع من النباتات يتبع جنس الثوم من فصيلة النرجسية.